# Biberbrugg
Biberbrugg ist ein Verkehrsknotenpunkt und eine Ortschaft im Kanton Schwyz in der Schweiz.

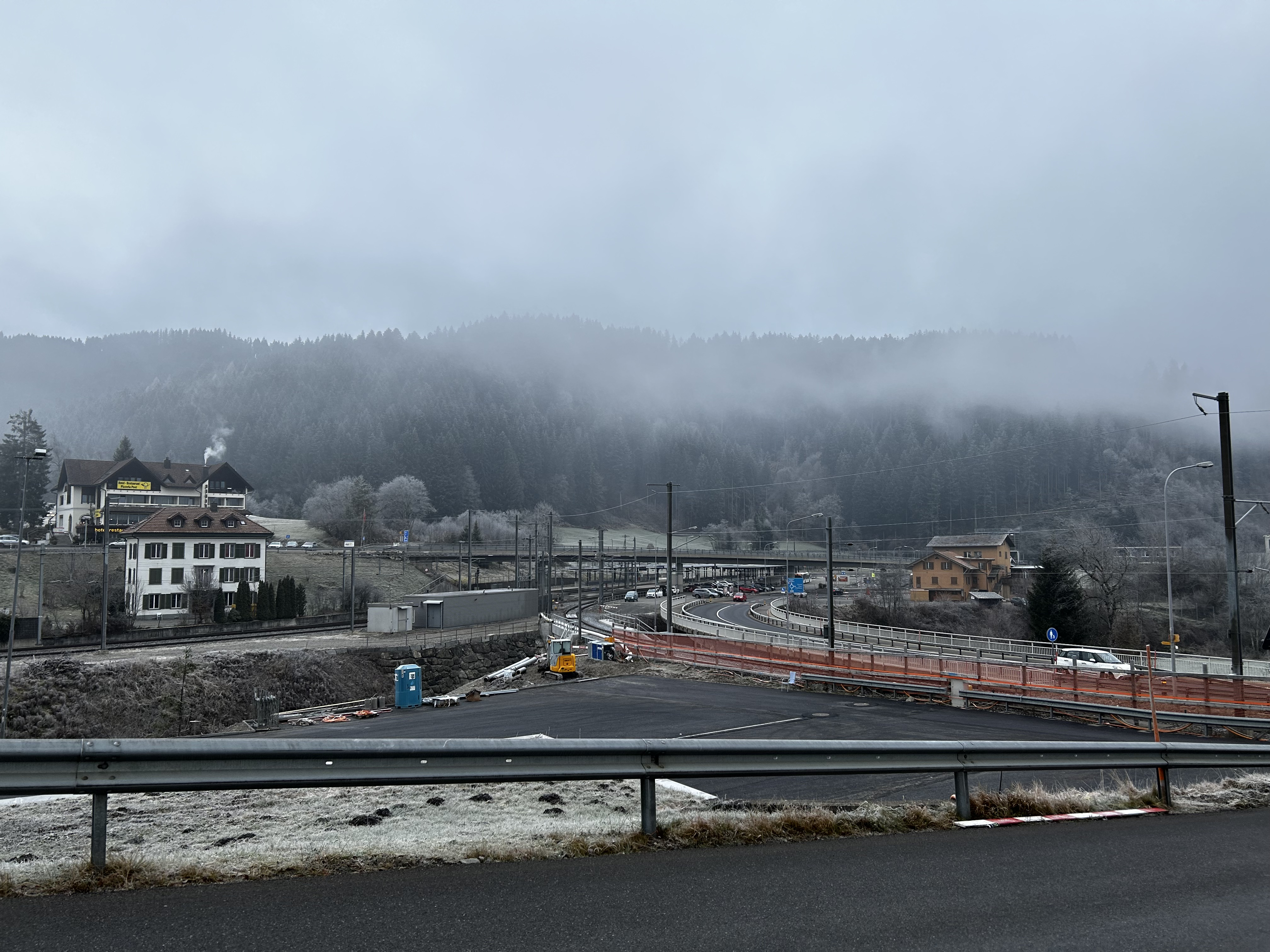
Blick auf Biberbrugg

Der Ort war primär ein Flussübergang über die Biber, seit 1877 ist er Namensgeber für den Bahnhof Biberbrugg der Bahnstrecke Wädenswil–Einsiedeln, die von Schindellegi her Richtung Einsiedeln führt. 1891 wurde der Bahnhof durch den Bau der Bahnstrecke Biberbrugg–Arth-Goldau der Schweizerischen Südostbahn zu einem Eisenbahnknoten. Rund um den Bahnhof entstand ennet der Biber eine Siedlung, die zur Gemeinde Einsiedeln (dem «Viertel» Bennau) gehört; der Bahnhof und die hier vierspurig ausgebaute Hauptstrasse 8 (St. Gallen–Rapperswil–Schwyz–Ingenbohl), von der die Strasse nach Einsiedeln kreuzungsfrei abzweigt, liegen dagegen in der Höfner Gemeinde Feusisberg.